# PeaZip
PeaZip è un software cross-platform e open source di archiviazione, compressione e crittografia.

## Caratteristiche
La maggior parte del codice è scritto in FreePascal, usando l'IDE Lazarus.
Il programma è disponibile sotto licenza LGPL per GNU/Linux e Microsoft Windows, sia sotto forma di pacchetto installabile (eseguibile Windows, DEB, RPM e Slackware .tgz) e come pacchetto portabile/standalone che non richiede installazione e non modifica il sistema ospite.
PeaZip supporta il suo formato d'archiviazione nativo Pea (che implementa compressione, split degli archivi in più volumi, authenticated encryption e integrity check) e altri formati più diffusi, focalizzandosi particolarmente sui formati aperti.
Il programma è disponibile per sistemi operativi a 32 e 64 bit.

## Funzioni
PeaZip può navigare le risorse del sistema ed il contenuto degli archivi sia come un browser sia con una visualizzazione piatta, consente di applicare filtri di esclusione ed inclusione e di estrarre o creare più archivi in parallelo.
I percorsi di output per l'archiviazione o l'estrazione possono essere definiti per default e possono essere bypassati per sessione o per singola operazione.
I contenuti da archiviare possono essere anche salvati come layout (similmente alle applicazioni di masterizzazione); i layout possono a loro volta essere re-importati nell'applicazione, modificati ed uniti tra di loro.
Le operazioni di archiviazione o estrazione definibili attraverso la GUI del programma possono essere salvate come linee di comandi, per essere usate in script o per raffinare la definizione del lavoro da compiere con tutta la flessibilità della riga di comando.
PeaZip può essere usato anche per convertire archivi, suddividere/riunire file, per comparare file o calcolarne vari checksum e hash, per comprimere eseguibili tramite il frontend per strip/UPX e per generare password o keyfile random.
Le funzioni più comuni del programma sono accessibili attraverso "Invia a" ed il menu contestuale in Windows e come .desktop file per i menu contestuali dei principali ambienti desktop sotto GNU/Linux.

## Interazione con altri programmi
PeaZip può agire come frontend grafico per diverse utility open source o royalty-free:
- Pea (con GUI) dello stesso autore;
- 7z (Igor Pavlov) su Windows, port POSIX di 7z (Myspace) su Linux (v. 7-Zip);
- FreeArc (Bulat Ziganshin) FreeArc
- PAQ8 e LPAQ (Matt Mahoney et al.);
- QUAD (sito), BALZ e BCM (Ilia Muraviev)
- GNU strip (sito) e UPX
- UNACEV2.DLL 2.6.0.0 (licenza UNACEV2.DLL, royalty-free) e UNACE per Linux (licenza royalty-free UNACE per Linux), Marcel Lemke, ACE Compression Software.

Queste utility possono essere lanciate con la consueta interfaccia console oppure attraverso un wrapper grafico che consente di organizzare l'output delle utility in maniera più facilmente fruibile.
La barra di progresso dei lavori nell'interfaccia grafica è meno accurata della controparte nell'interfaccia nativa a console; nel caso sia importante monitorare il progresso di lavoro in tempo reale è possibile impostare PeaZip per utilizzare le applicazioni di backend attraverso l'interfaccia nativa a console anziché il wrapper grafico, o visualizzare entrambe le interfacce.
Attualmente sono disponibili le traduzioni in: Ceco, Inglese, Tedesco, Italiano, Portoghese, Russo.

## Formati supportati

### Lettura e scrittura
7Z, 7Z-sfx, ARC/WRC, BZip2/TBZ, Custom (definito dall'utente), Gzip/TGZ, LPAQ1/5/8, PAQ8F/JD/L/O, PEA, QUAD/BALZ/BCM, split (.001), TAR, WIM, XZ, ZIP

### Sola lettura
ACE, ARJ, CAB, COMPOUND (MSI, DOC, PPT, XLS), CHM, CPIO, DEB, ISO CD/DVD, archivi Java (JAR, EAR, WAR), LZH, LZMA, NSIS installers, OpenDocument, PET/PUP (installers di Puppy Linux), PAK/PK3/PK4, RAR, RPM, SMZIP, U3P, WIM, XPI, Z, ZIPX